# Holospira montivaga
Holospira montivaga är en snäckart som beskrevs av Henry Augustus Pilsbry 1946. Holospira montivaga ingår i släktet Holospira och familjen Urocoptidae. Inga underarter finns listade i Catalogue of Life.